# Adorable Mónica
Adorable Mónica é uma telenovela venezuelana exibida em 1990 pela Venevisión.

## Elenco
- Emma Rabbe ... Monica Suarez
- Guillermo Dávila ... Luis Alfredo
- Belén Marrero ... Pierina
- Mirla Castellanos ... Consuelo
- Olga Castillo ... Abuela
- Lolita Alvarez ...
- Marita Capote ...
- Azabache Gladys Chirinos ... Perla Negra
- Sandra Bruzzon ... Quince
- Rolando Barral ... Joaquín
- Julio Capote ... Mario
- Alba Vallve ... Ibiza
- Adela Romero ... Rosario
- María de Lourdes Devonish ...
- Jimmy Verdun ...
- Angela Fuste ... Margarita
- Antonitta ...
- Gonzalo Velutini ... Karl von Krup
- José Vieira ...
- Carlos Carrero ... Bernardo
- Andrés Izaguirre ... Juan Carlos
- Gabriela Spanic ... Rute